# Muhammad VI av Marocko
Muhammad VI av Marocko (arabiska الملك محمد السادس للمغرب, även skrivet Mohammed VI), eg. Muhammad Ben Al-Hassan, född 21 augusti 1963 i Rabat, är kung av Marocko sedan 1999. Han är son till Hassan II och Lalla Latifa Amahzoune, en berber. Muhammad VI tillhör Alaouite-dynastin, som har regerat i Marocko sedan 1664, åren 1912–1956 dock under franskt protektorat. Han efterträdde sin far på Marockos tron 23 juli 1999. Då Muhammed blev kung var han bland de yngsta ledarna i Arabvärlden: Jordaniens kung Abdullah II (som är en god vän till Muhammed) och Bahrains kung Hamad ibn Isa al-Khalifah.
Han utsågs till tronarvinge 1984. Han har studerat juridik i Frankrike och talar förutom arabiska även franska och spanska. År 1993 arbetade han direkt under EU-kommissionären Jacques Delors.
Muhammad VI gifte sig 21 mars 2002 med Lalla Salma Bennani (född 10 maj 1977). Hon kommer från en marockansk medelklassfamilj och hennes far är lärare i staden Fez. Innan hon gifte sig arbetade hon som dataingenjör. Den 8 maj 2003 föddes parets första barn, kronprins Moulay Hassan, och den 28 februari 2007 föddes barn nummer två, prinsessan Lalla Khadija.

## Utmärkelser

### Marockanska
- Muhammedorden (stormästare, 1999)
- Tronorden (stormästare, 1999)
- Ouissam Alaouites orden (stormästare, 1999)
- Militärförtjänstorden (stormästare, 1999)

Källa:

### Utländska
- Civilförtjänstorden (Spanien, 1979)[7]
- Victoriaorden (Storbritannien, 1980)[8]
- Republikens orden (Tunisien, 1987)
- Dannebrogorden (Danmark, 1988)[9]
- Italienska republikens förtjänstorden (Italien, 2000)[10]
- Avizorden (Portugal, 1998)[11]
- Henrik Sjöfararens orden (Portugal, 1993)[11]
- Torn- och svärdsorden (Portugal, 2016)[11]
- Al-Hussein orden (Jordanien, 2000)
- Nationalförtjänstorden (Mauritanien)
- Nationalförtjänstorden (Mali, 2000)
- Isabella den katolskas orden (Spanien, 2000)[12]
- Umayyadorden (Syrien, 2001)
- Förtjänstorden (Libanon, 2001)
- Al-Khalifas orden (Bahrain, 2001)
- Mubarak den stores orden (Kuwait, 2002)
- Självständighetsorden (Qatar, 2002)
- Nilorden (Egypten, 2002)
- Tapperhetsorden (Kamerun, 2002)
- Ekvatorstjärnas orden (Gabon, 2004)
- Nationalorden (Niger, 2004)
- Leopoldsorden (Belgien, 2004)
- Södra korsets orden (Brasilien, 2004)
- Bernardo O'Higgins-orden (Chile, 2004)
- Karl III:s orden (Spanien, 2005)[13]
- Mexikanska Aztekiska Örnorden (Mexiko, 2005)
- Förtjänstorden (Burkina Faso, 2005)
- Krysantemumorden (Japan, 2005)
- Republiken Gambias orden (Gambia, 2006)
- Förtjänstorden (Kongo-Brazzaville, 2006)
- Demokratiska republiken Kongos nationalhjältes orden (Kongo-Kinshasa, 2006)
- Kung Abdul Aziz orden (Saudiarabien, 2007)
- Tre Stjärnors orden (Lettland, 2007)
- Självständighetsorden (Ekvatorialguinea, 2007)
- Nationella lejonorden (Senegal, 2013)[14]
- Nationalförtjänstorden (Guinea, 2014)[15]
- Elfenbenskustens nationella orden (Elfenbenskusten, 2015)
- Zayedorden (Förenade arabemiraten, 2015)[16]
- Republiken Serbiens orden (Serbien, 2016)
- Madagaskiska nationalorden (Madagaskar, 2016)[17]
- Ghanas stjärnas orden (Ghana, 2016)
- Plejadernas orden (OIF, 2017)[18]
- Ellis Island Medal of Honor (USA, 2019)[19]
- Legion of Merit (USA, 2021)[20]

Källa: